# Brodets (Tetovo)

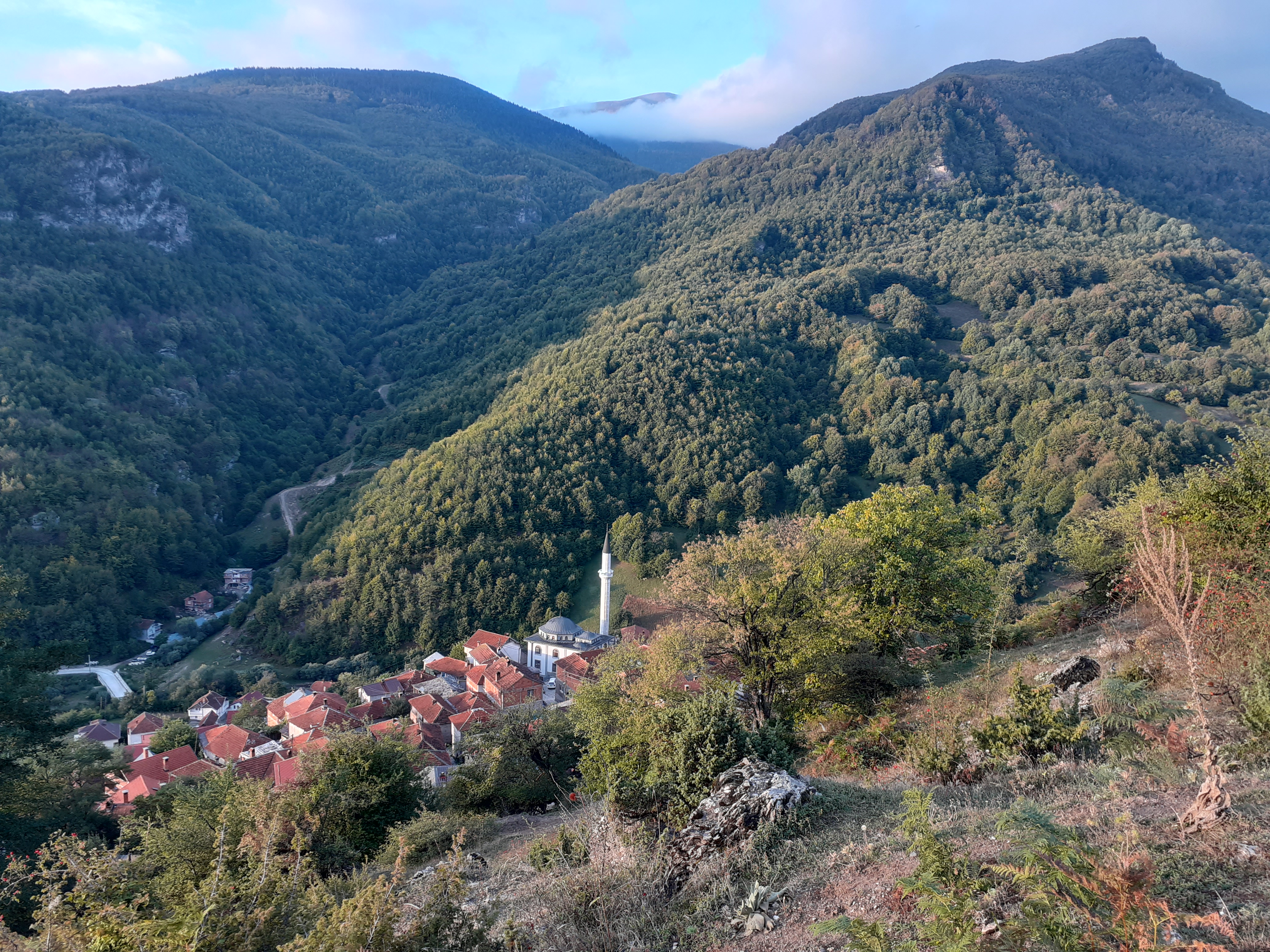
Brodets, village du nord-ouest de la Macédoine du Nord

Brodets (en macédonien Бродец, en albanais Brodeci) est un village du nord-ouest de la Macédoine du Nord, situé dans la municipalité de Tetovo. Le village comptait 1 136 habitants en 2002. Il est majoritairement albanais.

## Démographie
Lors du recensement de 2002, le village comptait :
- Albanais : 1 136